# Neutrofil granulocita

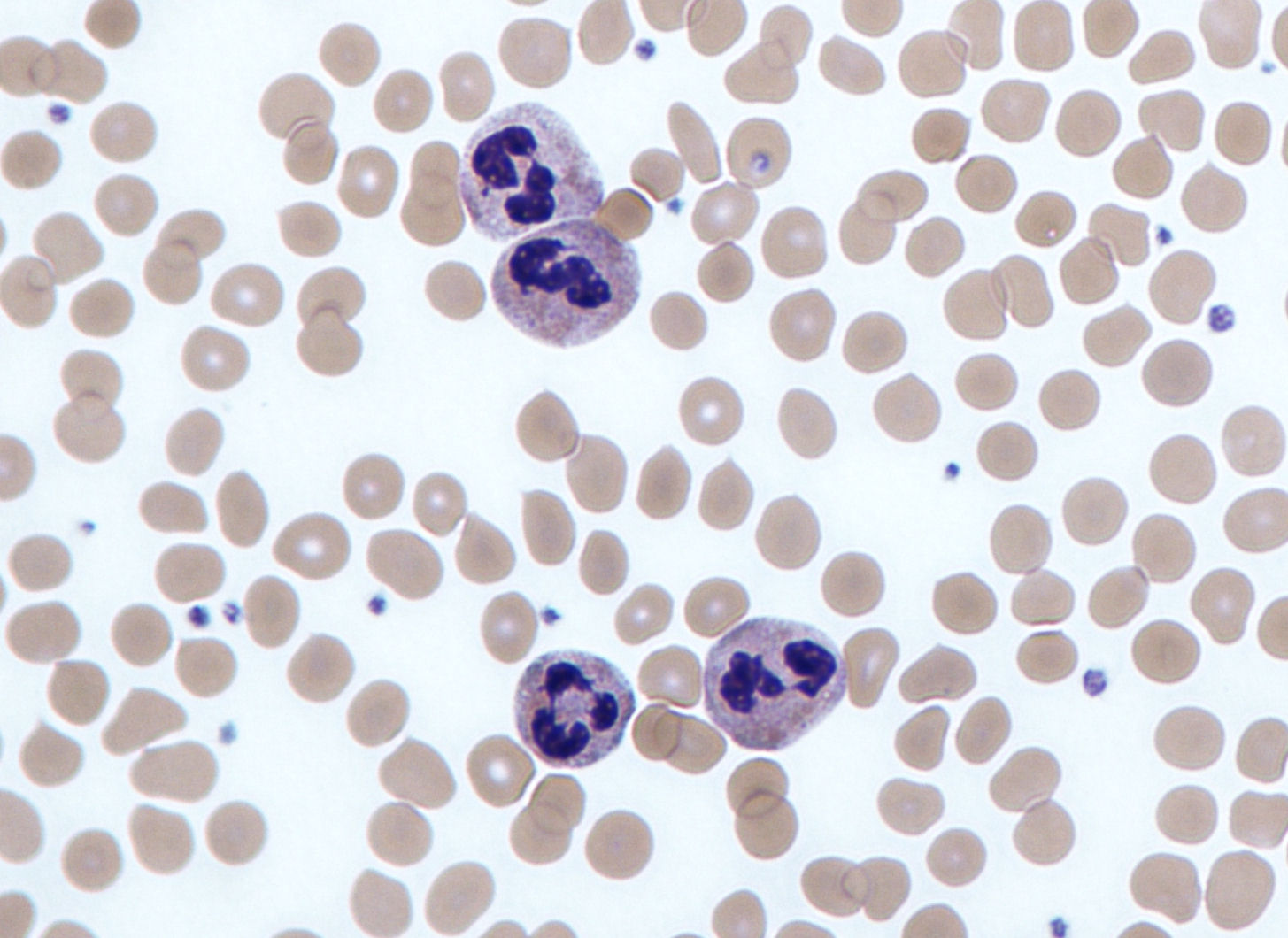
Lebenyes sejtmagvú neutrofil granulociták vörösvértestek között

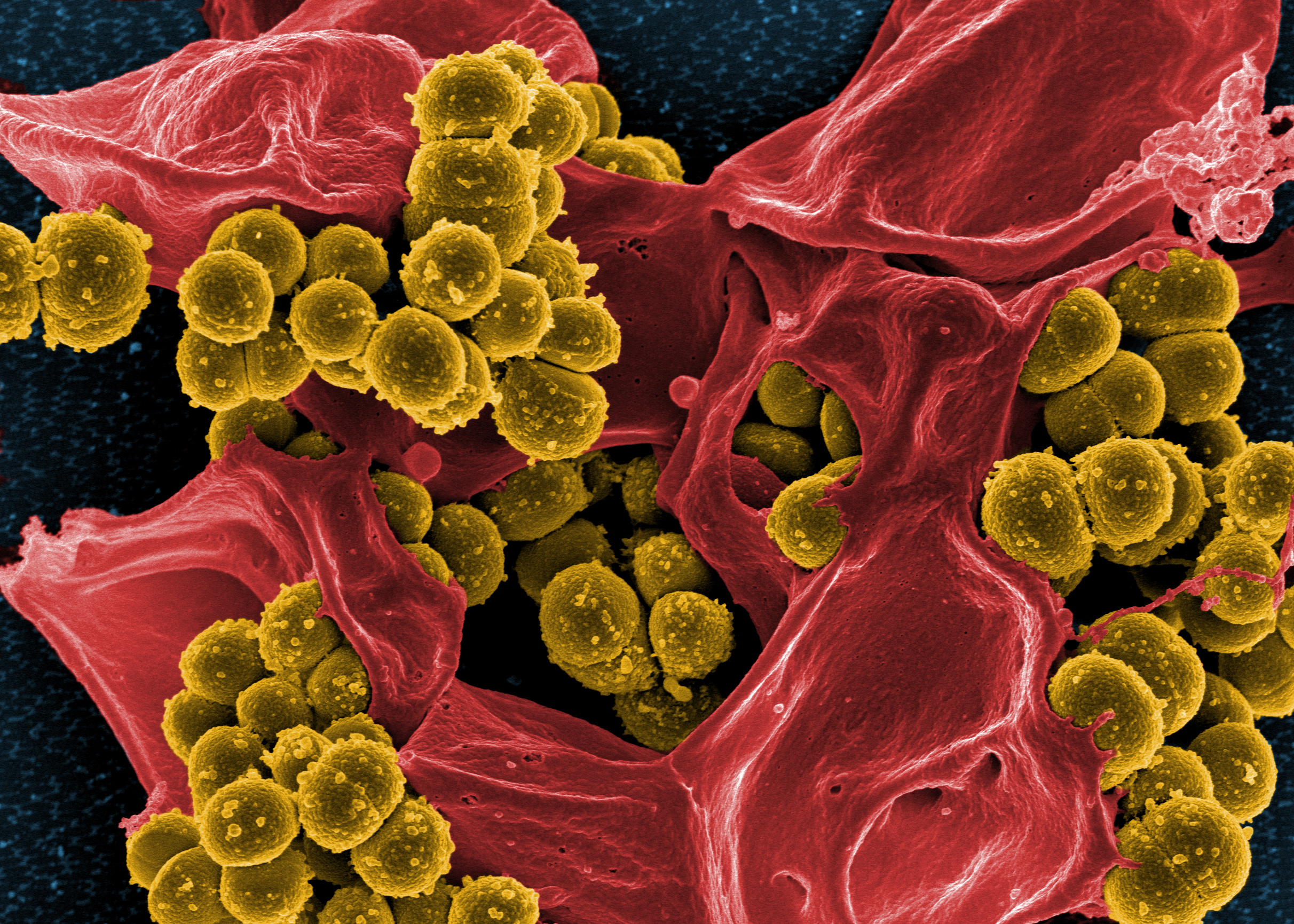
Egy elpusztult emberi neutrofil és meticillin-rezisztens staphylococcus aureus baktériumok (sárga) pásztázó elektronmikroszkópos felvétele, NIAID fotó

A neutrofil granulociták (vagy neutrofilek) a leggyakrabban előforduló fehérvérsejtek, a legtöbb emlősben ők teszik ki a leukociták 40-75%-át. Elsődleges funkciójuk a szervezet veleszületett immunrendszerének működtetése. Az eozinofil és bazofil sejtekkel együtt a granulociták csoportjához tartoznak.
A neutrofilek őssejtekből keletkeznek a csontvelőben. Rövid élettartamú, mozgékony sejtek, amelyek a szövetek olyan régióiba is beférkőznek, ahová az immunrendszer más sejtjei nem képesek. Két csoportjuk van, a karéjos magvú (vagy polimorfonukleáris) és a pálcikamagvú granulociták. Sejtmagvuk általában 2-5 lebenyből (karéjból) áll.
Nevüket onnan kapták, hogy a vér hisztológiai festésekor citoplazmájuk sem eozint (mint a vörösre színeződő eozinofilek), sem hematoxilint (sötétkékre festődő bazofilek) nem vesz fel és mikroszkóp alatt semleges rózsaszínnek mutatkozik.
A neutrofil granulociták a falósejtek (fagociták) közé tartoznak és általában a véráramban tartózkodnak. Gyulladásos folyamat kezdetekor (legyen az bakteriális fertőzés, környezeti hatás vagy bizonyos tumorok által kiváltva), az elsők között reagálnak és azonnal a gyulladás helyszínére sietnek. Olyan szignálmolekulákat követve, mint az interleukin-8 (IL-8), C5a, fMLP, leukotrién B4 vagy hidrogén-peroxid átszüremlenek a véredények falain és a kötőszövet sejtjei között. Elsősorban ők alkotják a genny sejtes részét, nekik köszönhető annak sárgás-fehéres színe. Vannak olyan kórokozók, amelyet a neutrofilek nem képesek bekebelezni, ilyen esetben az immunrendszer más sejtjeire is szükségük van.

## Jellemzőik

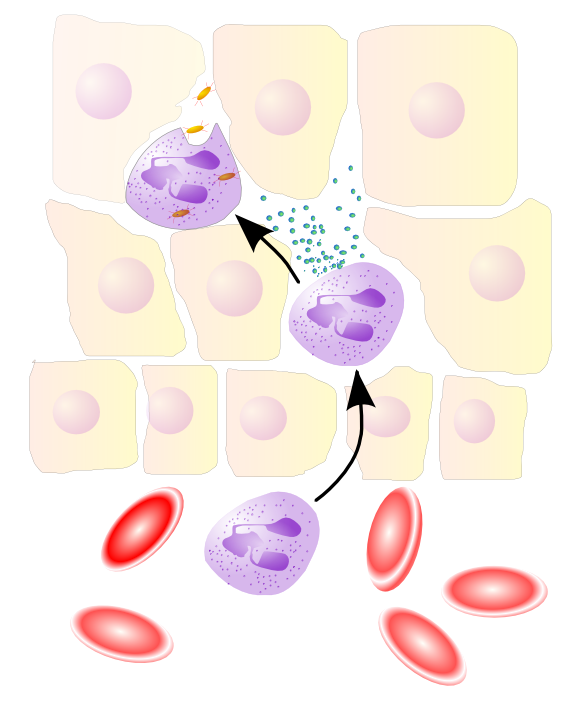
Neutrofil granulociták kilépnek a véráramból, fehérjebontó enzimekkel felbontják a sejtek közötti mátrixot, hogy áthaladhassanak közöttük és fagocitózissal bekebelezik a baktériumokat

A neutrofil granulociták átmérője a hisztológiai kenetekben 12-15 mikrométer (µm), míg szuszpenzióban átlagosan 8,85 µm-esek.
Az eozinofil és bazofil granulocitákkal közösen ők alkotják a polimorfonukleáris sejtek csoportját (szemben a nem lebenyes magvú mononukleáris sejtekkel, ahová a limfociták és monociták tartoznak). Sejtmagjuk jellegzetes módon lebenyekből áll, amelyeket kromatin (a kromoszómák anyaga) köt össze. A sejt érésével sejtmagvacskája felszívódik. A citoplazmában a Golgi-apparátus kicsi, kevés a riboszóma és a mitokondrium, a durva felszínű endoplazmatikus retikulum pedig hiányzik. Ezenkívül mintegy 200 azurofil (Romanowsky-festéssel festhető) granulumot tartalmaz.
Nőkben a neutrofilek sejtmagjai mellett megfigyelhető a dobverő alakú ún. Barr-test, egy inaktiválódott X-kromoszóma.
Ahogyan a sejtek idősebbé válnak, sejtmagvuk egyre szegmentáltabb lesz. Egy átlagos neutrofil magja 3-5 lebenyből áll. A túl sok lebeny betegség (főleg B12-vitamin hiányának) jele lehet.
A neutrofilek a leggyakoribb fehérvérsejtek az emberi vérben; a leukociták mintegy 50-70%-át teszik ki. Naponta kb. tízmilliárd keletkezik belőlük. Az egészséges szervezetben koncentrációjuk 1900–8000/mikroliter. Megfigyelték, hogy az afrikai és közel-keleti származású személyek neutrofilszáma valamivel alacsonyabb.
Az inaktív, "járőröző" sejtek gömbszerűek. Miután aktiválódtak, amőbaszerűen változtatják az alakjukat és állábakat bocsátanak ki, hogy bekebelezzék a baktériumokat és sejttörmelékeket.

## Élettartamuk

A vér alkotóelemeinek kialakulása

A különböző mérések 5-90 nap közé teszik a keringésben lévő neutrofilek élettartamát. Aktiváció után, a szövetekben 1-2 nap után elpusztulnak.
Bár rövidebb élettartamúak, jóval gyakoribbak, mint a monociták/makrofágok, ezért valószínűbb, hogy egy kórokozó először velük találkozik. Egyes elméletek szerint a neutrofilek rövid élete evolúciós adaptáció, amellyel a szervezet megakadályozza, hogy a kórokozó megfertőzze őket (illetve végigvigye bennük az életciklusát). Ezenkívül, mivel gyulladás esetén a saját szöveteket is lebontják, a rövid élettartam csökkenti a gyulladás okozta károkat.
Megfigyelték, hogy a miután a neutrofil megemésztett egy kórokozót, felületén olyan molekulák jelennek meg (CD-31 és foszfatidilszerin), amik miatt a makrofágok fagocitózissal felfalják őket.

## Működésük
A neutrofil granulociták sejtfelszíni receptoraikkal képesek megkötni bizonyos jelzőmolekulákat (interleukin-8, gamma interferon, B4 leukotrién, a komplementrendszerből a C3a és C5a komponensek) és a koncentrációgrádienst követve megkeresni azok forrását. Ezt a folyamatot kemotaxisnak nevezzük. A szignálmolekulákat kórokozóval találkozó endoteliális sejtek, hízósejtek vagy makrofágok bocsátják ki. A helyszínre siető neutrofilek maguk is kibocsátanak olyan citokineket (pl. interleukin-1-et), amelyek más sejtekre hatva felerősítik a gyulladás folyamatát. A többi sejt aktiválásán felül három fő módszerrel rendelkeznek a betolakodó baktériumok vagy más patogének leküzdésére: fagocitózis (bekebelezés), degranuláció (antimikrobiális anyagok kiválasztása) és hálószerű sejten kívüli csapdák (neutrophil extracellular trap, NET) létrehozása.

### Fagocitózis
A neutrofilek a falósejtek közé tartoznak, vagyis képesek részecskék bekebelezésére. A folyamat megindításához a célpont felületén fagocitózist indukáló molekuláknak, ún. opszonineknek (jellegzetes bakteriális antigénnek, odakötött antitestnek, a komplementrendszer C3b komponensének) kell jelen lennie. Miután a sejt állábaival körbevette és internalizálta a mikroorganizmust, egy fagoszóma jön létre körülötte, amibe lizáló enzimek és oxidáló szabad gyököket tartalmazó molekulák kerülnek. Utóbbi miatt a fagocitózis fokozott oxigénfelvétellel jár.

### Degranuláció
A neutrofil granulociták a citoplazmájukból háromféle granulum tartalmát képesek a környezetbe üríteni. Az ezekben található enzimek antimikrobiális tulajdonságúak. 
| Granulum típusa              | Protein |
| azurofil (vagy elsődleges)   | mieloperoxidáz, baktericid/permeabilitásnövelő protein (BPI), defenzinek, a fehérjebontó neutrofil elasztáz és katepszin G |
| specifikus (vagy másodlagos) | alkalikus foszfatáz, lizozim, NADPH-oxidáz, kollagenáz, laktoferrin, hisztamináz, katelicidin                              |
| harmadlagos                  | katepszin, zselatináz, kollagenáz                                                                                          |

### Extracelluláris csapdák
2004-ben fedezték fel, hogy az aktivált neutrofilek hálószerű DNS-fehérje struktúrákat bocsátanak ki a baktériumok ellen. Ezek az ún. extracelluláris csapdák (neutrophil extracellular trap, NET) a kromoszómák anyagából, a kromatinból és szerin-proteázokból épülnek fel Feltételezik hogy önmagukban is képesek elpusztítani a baktériumokat, de ezenfelül fizikailag is megakadályozzák terjedésüket. Szisztémás szepszis esetén a NET-ek a véráramban is létrejöhetnek. Megfigyelték hogy elősegítik a véralvadást is.

## Patológiájuk
A normálisnál alacsonyabb neutrofilszámot neutropéniának hívják. A hiány kialakulhat a magzati fejlődés során vagy később is, mint pl. aplasztikus anémia vagy bizonyos típusú leukémia esetében. Gyógyszeres terápia (például kemoterápia) mellékhatásaként is felléphet. Az alacsony neutrofilszám jelentősen csökkenti a szervezet védekezőképességét a patogénekkel szemben.
Neutropéniáról 1500/mikroliter alatti sejtszám esetén beszélünk, 500/μl alatt pedig súlyos neutropéniáról.
Alfa 1-antitripszin hiánya esetén a neutrofilek által kibocsátott elasztáz enzim nem inaktiválódik megfelelően, így gyulladáskor a szokásosnál nagyobb szövetkárosodás lép fel; ez például tüdőtágulathoz vezethet.
Az öröklődő mediterrán láz esetében egy főleg neutrofil granulocitákban kifejeződő gén (pyrin vagy marenosztrin) mutációja lép fel, ami a neutrofilek állandó aktivációja miatti lázrohamokkal, ízületi fájdalommal, hashártyagyulladással és végül amiloidózissal jár.
A neutrofilek működésének zavara (a mieloperoxidáz enzim hiánya vagy csökkent granulumszám) összekapcsolható a magas vércukorszinttel.

## Fordítás
- Ez a szócikk részben vagy egészben  a   Neutrophil című angol Wikipédia-szócikk ezen változatának fordításán alapul.  Az eredeti cikk szerkesztőit annak laptörténete sorolja fel. Ez a jelzés csupán a megfogalmazás eredetét és a szerzői jogokat jelzi, nem szolgál a cikkben szereplő információk forrásmegjelöléseként.